# Sir
Sir  ("Senhor", em inglês) é o tratamento destinado aos cavaleiros da Ordem do Império Britânico.
Nos tempos medievais, este era o título associado a cavaleiros que serviam a nobreza.
O sir é integrante dos Knight Commander of the Most Excellent Order of the British Empire ("Cavaleiros Comandantes da Mui Excelente Ordem do Império Britânico") ou Cavaleiro Celibatário. O seu equivalente feminino é dame (dama).

## Protocolo britânico
Copiado do antigo Protocolo Nobiliário Francês (século XVII), deve-se usar "Senhor" (Sir) precedendo o nome completo ou somente o primeiro nome da pessoa a quem é atribuído. Por exemplo: está correto dizer "Sir Richard Starkey Jr.", "Sir Richard" , mas não está correto dizer "Sir Starkey".
Aquele que não for cidadão do Reino Unido mas que recebe o título, não pode usá-lo, ficando apenas como "Cavaleiro Honorário", como por exemplo o sociólogo Gilberto Freyre ou o futebolista Pelé. Entretanto, quem possuir dupla cidadania (obviamente uma delas britânica) pode usar o título de senhor.